# Mietvilla Borstraße 58 (Radebeul)
Die Mietvilla Borstraße 58 liegt im Stadtteil Niederlößnitz der sächsischen Stadt Radebeul, an der Ecke Borstraße zur Magdalenenstraße.

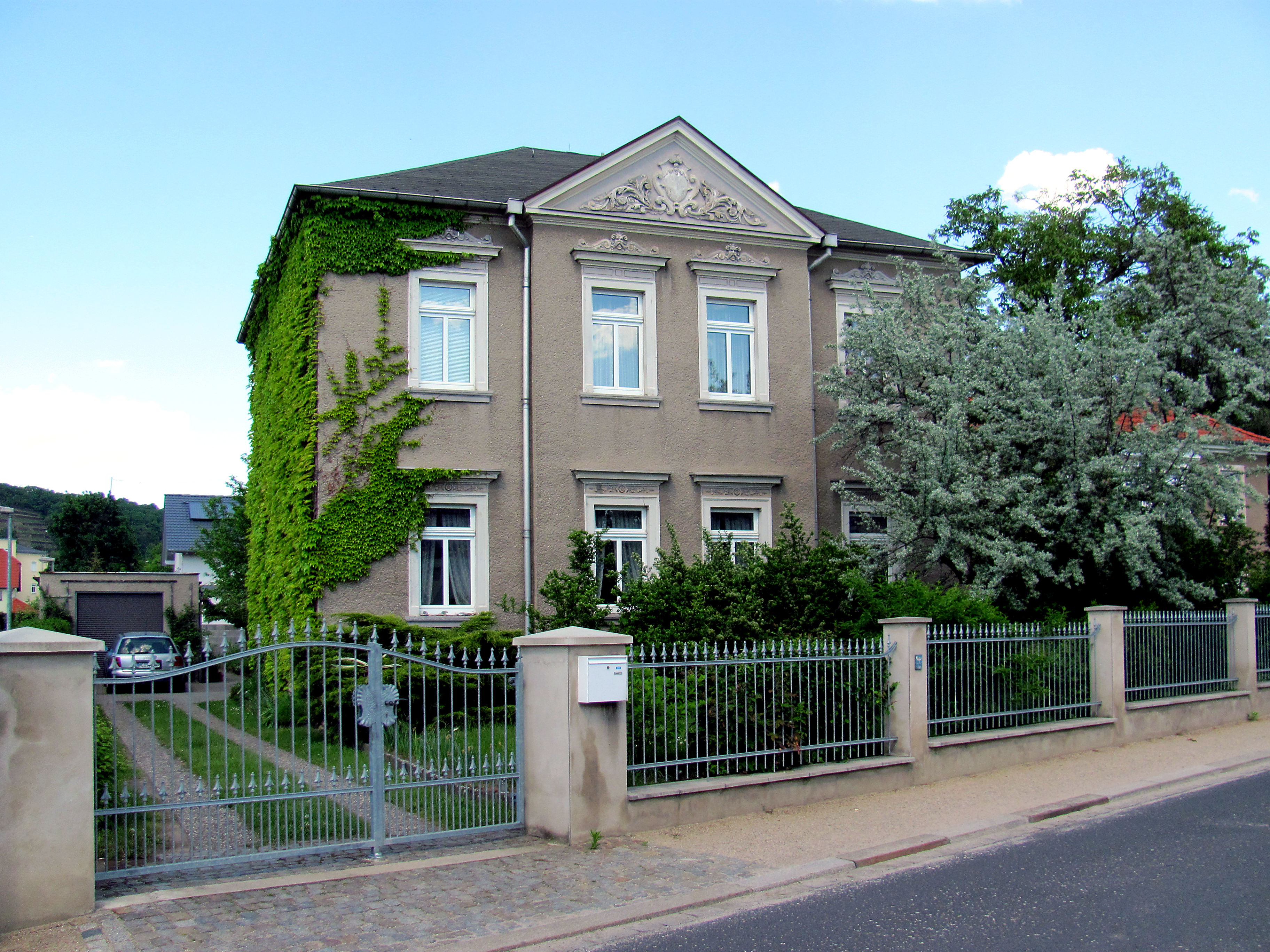
Mietvilla Borstraße 58

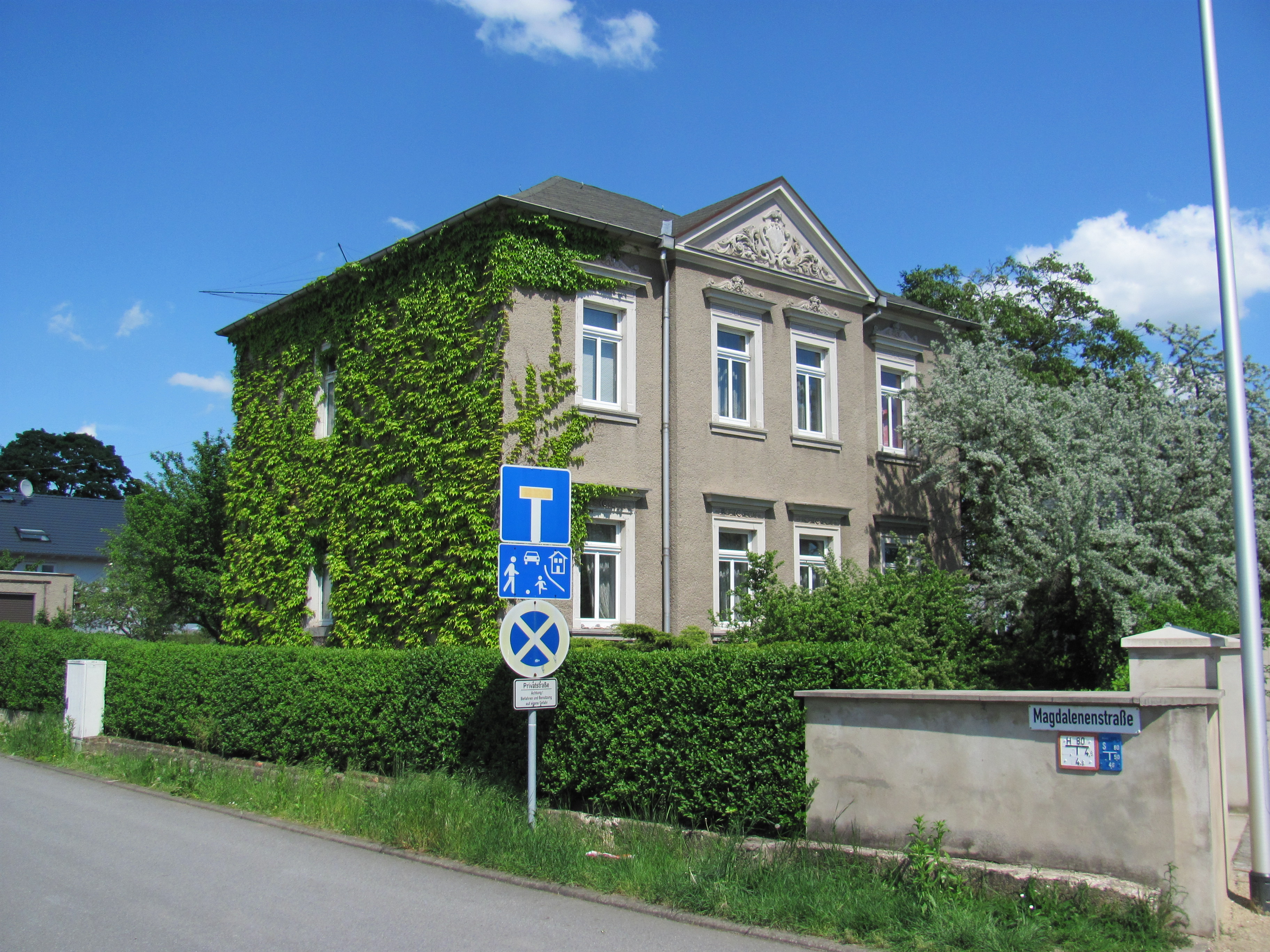
Mietvilla Borstraße 58

## Beschreibung
Die bis 2012 unter Denkmalschutz stehende, zweigeschossige Mietvilla wurde 1896/1897 durch den Architekten und Baumeister Adolf Neumann errichtet; beantragender Bauunternehmer war Heinrich Völkel, der zur gleichen Zeit die gleichaussehende Mietvilla Heinrichstraße 9 errichten ließ.
Der inzwischen reduzierte Putzbau hat ein flach geneigtes, schiefergedecktes Walmdach und steht auf einem Bruchsteinsockel. Die vierachsige Straßenansicht ist symmetrisch angelegt, der zweiachsige Mittelrisalit trägt einen Dreiecksgiebel mit einem ornamentalen Relief aus einer Wappenkartusche mit schmückendem Blattwerk im Giebelfeld. Die durch Gewände aus Sandstein eingefassten Fenster zur Straße haben gerade Verdachungen, auf denen sich im Obergeschoss noch ornamentale Stuckverzierungen befinden. Die ehemalige Gesimsgliederung sowie die Lisenen sind in der Zwischenzeit verschwunden.
Der Denkmalschutz wurde nach 2012 aufgehoben.